# Ghost in the Shell: Stand Alone Complex
Ghost in the Shell: Stand Alone Complex é uma série japonesa de anime produzida pela Production I.G baseada no mangá Ghost in the Shell.
Stand Alone Complex tem duas partes, 1st GIG (tradução: primeiro trabalho) e 2nd GIG (tradução: segundo trabalho), cada uma delas tendo 26 episódios de 25 minutos cada.
A primeira parte é sobre uma corrupção relacionada a empresas envolvidas com trabalhos e pesquisas médicas, onde uma entidade chamada Laughing Man (tradução: Homem Risonho), com habilidades sobre-humanas de conhecimentos de informática.
Na segunda parte, é retratado um ideal que move grupos de pessoas (em geral onze), a cometerem atos terroristas.
Mesmo a trama envolvendo vários agentes, o fenômeno Stand Alone Complex (tradução: Complexo de estar ou agir sozinho), acontece quando pessoas, normalmente sozinhas ou em grupos pequenos, agem ao serem defrontadas com situações anormais ou de extrema importância.
Por outro lado, Stand Alone Complex, poderia significar "complexo auto-suficiente" uma vez que a palavra stand também possui o sentido de "manter" e usando "complex" como substantivo, com o sentido união ou cadeias de várias coisas. Isto é devido a, no contexto da série, sugerir essa ideia, principalmente no que se refere o Homem Risonho (Laughing Man), que tem grande importância na história. Dessa forma, Stand Alone Complex se referiria a um fenômeno em que alguns ou vários indivíduos sem ligação ou conhecimento entre si compartilharem ideias ou ideais que ganham sentido quando unidas criando um (complexo) que cresce cada vez mais, surgindo assim a ideia de uma organização centralizada mas que na verdade so existe por que várias pessoas crêem e contribuem com ela. O complexo somente ganha sentido a partir da união de vários indivíduos, não de um só. Para exemplificar, outro tipo de complexo auto suficiente que na Ciência recebe outro nome é o que ocorre com aqueles cardumes de pequenos peixes no mar: para se protegerem, todos se unem para que aparentem ser um so indivíduo, no entanto eles não compartilham nenhuma coreografia.

## História
Ghost in the Shell se passa depois de 2029, marcado pelo surgimento de uma nova tecnologia que permite a fusão do cérebro à computação, à rede mundial.
Com isso, a barreira entre o mundo físico e digital está se desfazendo, criando novos níveis de existência, mesmo que essa tecnologia não se restringe somente ao cérebro, mas sim ao corpo todo com próteses especiais que aumentam o rendimento do corpo.
Os temas dos filmes e da série se baseiam em pessoas com certas habilidades extraordinárias, tentando mudar o mundo na direção que elas acham que é o certo ou a solução.
A protagonista é Kusanagi Motoko, apelidada de Major pela própria equipe por causa do excelente senso de tática que ela possui. Ela comanda uma equipe especial, sob comando de Aramaki Daisuke, chefe da Section 9, uma agência secreta.
Outro tema menos trabalhado é a evolução das AI (inteligência artificial), possuindo seu próprio Ghost. Isso acontece nos ajudantes mecanizados da Section 9, os Tachikomas.

## Detalhes Técnicos
Título: Ghost in the Shell: Stand Alone Complex
Diretor: Kenji Kamiyama
Duração (por EP): 25 minutos
Nro de Episódios: 52
Passou em: Japão
EUA
França
Espanha
Alemanha
OBS:52 episódios, duas temporadas com cada uma 26 episódios, 1st GIG

## Vozes

### Japão
- Akio Ohtsuka: Batou
- Atsuko Tanaka: Motoko Kusanagi
- Kouichi Yamadera: Togusa
- Ken Nishida: Kazundo Gouda (2nd Gig)
- Ooki Sugiyama: Proto
- Osamu Saka: Daisuke Aramaki
- Rikiya Koyama: Hideo Kuze
- Sakiko Tamagawa: Tachikoma
- Taimei Suzuki: Kubota
- Takashi Onozuka: Pazu
- Tarô Yamaguchi: Boma
- Toru Ohkawa: Saito
- Yoshiko Sakakibara: Primeiro Ministro Yoko Kayabuki (2nd Gig)
- Yuko Sumimoto: Kurutan
- Yutaka Nakano: Ishikawa
- Akiko Yajima: Miki (ep 12)
- Atsuko Tanaka: Chroma (ep 9)
- Atsushi Goto: Sato (ep 10)
- Ayako Ito: Ran (ep 5)
- Daisuke Egawa: Porteiro (ep 7)
- Daisuke Gouri: Marco (ep 10)
- Eiji Sekiguchi:
  - Mecânico (ep 2)
  - Pessoa normal (ep 7)
  - Terrorista (ep 1)
- Eri Oono: Operadora
- Eri Sendai: Garota (ep 11)
- Hikari Yono: Garçonete (ep 7)
- Hiroshi Ito: Litton (ep 2)
- Hiroshi Yanaka: Fukami
- Hiroyuki Kinoshita: Yamaguchi (ep 4)
- Katsumi Chou: Takewaka
- Kazuya Ichijou: Guru Guru (ep 9)
- Ken Narita: Nanao (ep 5-6)
- Kôichi Kitamura: Velho (ep 1)
- Kouichi Yamadera: Ruth (ep 9)
- Kouji Ishii: Presidente da Meditech (ep 8)
- Kyoko Hikami: Kanabi (ep 9)
- Makoto Ishii:
  - Homem do Hotel (ep 21)
  - Tsujisaki Yuu (ep 18)
- Masahiro Ogata: Azuma (2nd Gig)
- Masako Inui: Reporter (ep 6)
- Megumi Hayashibara:
  - Asagi (ep 6 of 2nd Gig)
  - Theresa (ep 18 of 2nd Gig)
- Michiko Neya: Esposa de Yamaguchi (ep 4)
- Minami Takayama: Kuroha (ep 11)
- Mitsuaki Hoshino: Gerente da fábrica (ep 3)
- Mitsuru Ogata: Watanbe (ep 10)
- Miyu Irino: Omba (ep 9 & 11)
- Miyu Tsuzurahara: Moe
- Natsuo Tokuhiro: Inspector (ep 7)
- Nobuyuki Hiyama: Anunciador
- Osamu Saka: Yousuke Aramaki
- Rin Mizuhara: Maruta (ep 11)
- Ryo Kamon: Daido
- Ryuichi Horibo: Ministro das Relações exteriores (ep 1)
- Ryuuji Saikachi: Velho (ep 12)
- Satoru Tsugawa: Policial (ep 6)
- Sayuri Sadaoka: Mãe de Kago (ep 2)
- Shinichiro Miki: Ohba (ep 2)
- Shiro Saito: Gondo (ep 7)
- Sukekiyo Kameyama: Churnow (ep 2)
- Takashi Onozuka: Secretária (ep 8)
- Takehiro Murozono: Red Men (ep 12)
- Tetsuya Iwanaga: J · D (ep 9)
- Toshihiko Nakajima: Serano (ep 5)
- Wataru Hoshino: Doutor (ep 8)
- Yasunori Matsumoto: Segurança (ep 6)
- Yoji Matsuda: McLachlan (ep 3)
- Yoshinori Muto: Takakura (2nd Gig)
- Yousuke Akimoto: Ministro do Interior (ep 5)
- Yuji Ueda: Ueda (ep 36)
- Yukiko Tagami: Garota (ep 10)
- Yumiko Tanaka: Jeri (ep 3)
- Yuuji Aoki: Matsuoka
- Yuuji Kishi: Ajudante (ep 11)
- Yuzuru Fujimoto: Nibu (ep 4)

## Trilha sonora

### Temas de abertura
1. "Inner Universe" por Origa
2. "Rise" por Origa
3. "Get9 (rerun OP)" por Jillmax
4. "Christmas in the Silent Forest" por Ilaria Graziano

### Temas de encerramento
1. "Lithium Flower" por Scott Matthew
2. "Living Inside the Shell" por Steve Conte
3. "I Do (rerun ED)" por Ilaria Graziano

### Discos Lançados
- Ghost in the Shell - SAC - OST 1
- Ghost in the Shell - SAC - OST 2
- Ghost in the Shell - SAC - Be Human
- Ghost in the Shell - SAC - GET9 Single